# 17056 Boschetti
17056 Boschetti este un asteroid din centura principală de asteroizi.

## Descriere
17056 Boschetti este un asteroid din centura principală de asteroizi. A fost descoperit pe 6 aprilie 1999 la San Marcello Pistoiese de Luciano Tesi și Andrea Boattini. Asteroidul prezintă o orbită caracterizată de o semiaxă mare de 2,21 ua, o excentricitate de 0,11 și o înclinație de 3,3° în raport cu ecliptica.